# مديرية موار
مديرية موار هي مديرية في جوهر بماليزيا. تقع عند مصب نهر موار، على ساحل مضيق ملقا. تغطي مساحة 1,354 كـم2 (523 ميل2)، يبلغ عدد سكانها 233779 (حسب إحصاء 2010).

## التقسيمات الإدارية

التقسيم الإداري لمديرية موار.

تنقسم مديرية موار إلى 12 مقيم وهي:
- عير هيثم
- بوكيت كيبونغ
- جالان بكري
- جوراك
- لينغا
- بلدة موار
- باريت بكار
- باريت جاوة
- سيري مينانتي
- سونغاي بالانغ
- سونغاي رايا
- سونغاي تيراب